# Enganyapastors pàl·lid
L'enganyapastors pàl·lid (Chordeiles rupestris) és una espècie d'ocell de la família dels caprimúlgids (Caprimulgidae) que habita boscos, vegetació de ribera, aiguamolls i matolls de l'est de Colòmbia, sud de Veneçuela0, est de l'Equador i del Perú, nord i est de Bolívia i oest del Brasil.